# Robin Hood: Legend Quest
Robin Hood: Legend Quest è un videogioco a piattaforme con protagonista Robin Hood, pubblicato nel 1992-1993 per gli home computer Amiga, Amstrad CPC, Atari ST, Commodore 64 e ZX Spectrum dalla Codemasters, nella fascia di prezzo medio-bassa. Inizialmente era stato pubblicato in America nel 1991, con il titolo Super Robin Hood, per la console Nintendo Entertainment System, e diffuso soprattutto all'interno di raccolte della serie Quattro. La versione Spectrum usa anche il titolo The Amazing Adventures of Robin Hood nell'introduzione.
Nel 1986-1987 la Codemasters aveva pubblicato anche un Super Robin Hood per i computer a 8 bit, concettualmente molto simile a Legend Quest, che a volte ne viene considerato un seguito. Il design di Legend Quest infatti viene spesso accreditato ai gemelli Philip e Andrew Oliver, autori del primo Super Robin Hood.

## Modalità di gioco
Il gioco si svolge in un castello, dove Robin Hood deve liberare Lady Marian prigioniera in cima a una torre. L'ambiente è un complesso labirinto di piattaforme e scale, che si estende in due dimensioni con visuale di lato. Nelle versioni Amiga e Atari ST la visuale è a scorrimento in tutte le direzioni (lo stile ricorda Gods), mentre sulle altre macchine lo scorrimento è solo orizzontale e la scena cambia di scatto quando si passa a un altro piano del castello.
Robin può saltare, abbassarsi, arrampicarsi su scale e catene verticali, ed è armato di arco e frecce, che può sparare in orizzontale con munizioni illimitate, ma non quando è accovacciato. Alcuni passaggi sono attraversabili solo abbassandosi con la rincorsa. I nemici più comuni sono guardie con balestre, che stanno ferme e sparano continuamente dardi in orizzontale. Tra gli altri pericoli ci sono mostricciattoli troppo bassi per colpirli con le frecce, gargolle indistruttibili che sputano fuoco, trappole mobili.
Robin inizia con tre vite e per ciascuna ha energia per sopportare tre colpi, rappresentata da cuoricini; nel castello si possono trovare cuori da raccogliere per aumentarla. Le cadute nella lava e gli scontri con le guardie più resistenti fanno perdere direttamente una vita.
Per progredire si devono trovare diverse chiavi, che quando raccolte aprono porte o attivano piattaforme mobili anche molto lontane dalla rispettiva chiave, e permettono di raggiungere zone altrimenti inaccessibili. Sono presenti anche passaggi segreti. Per arrivare a Marian e completare il gioco è necessario anche raccogliere molti tesori, di sei tipi differenti, per un totale di otto per tipo.